# Dagmar Hubená
Dagmar Hubená (28. června 1925 Praha - 31. května 1998 Praha) byla česká rozhlasová redaktorka, překladatelka, publicistka.

## Život

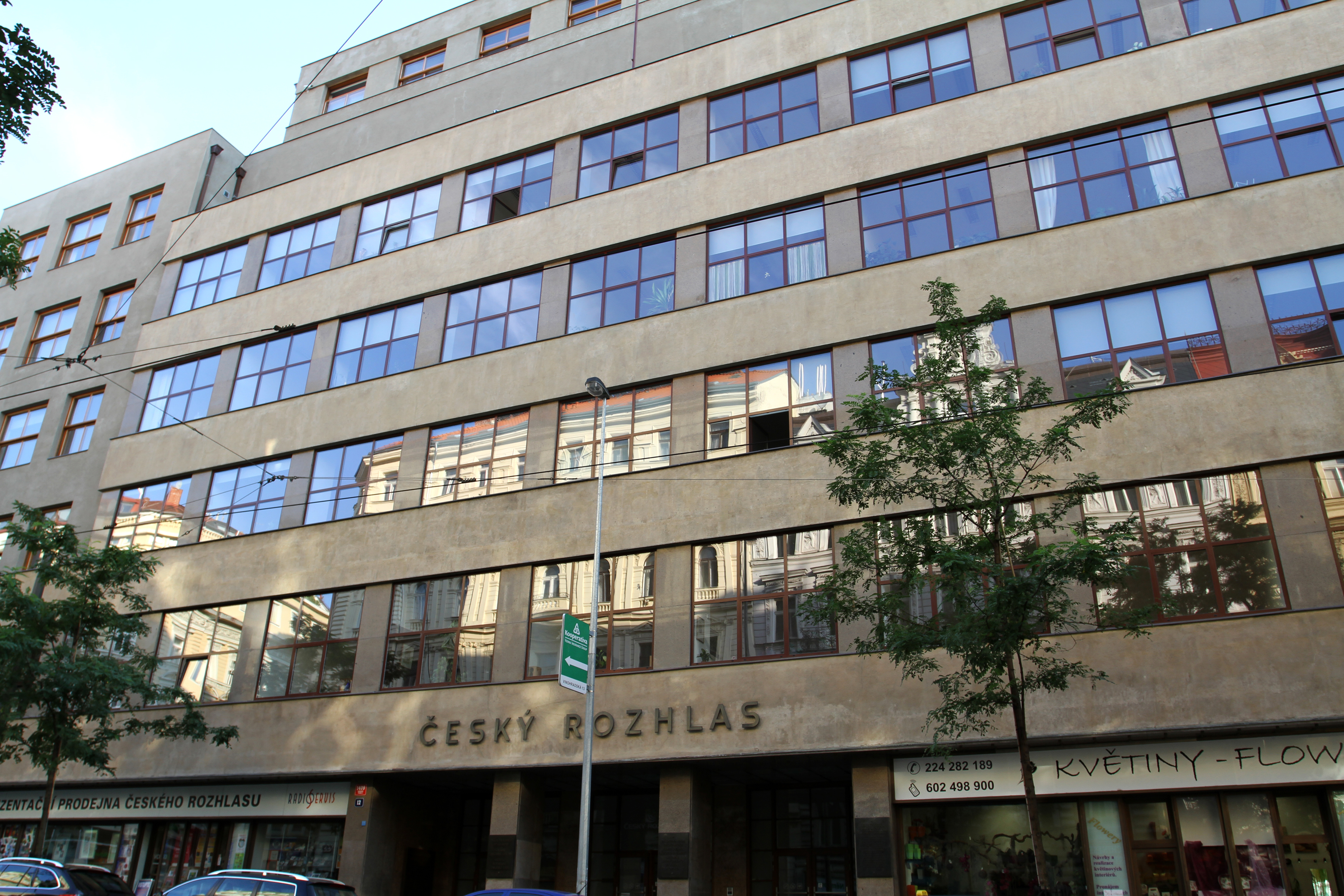
Český rozhlas, Vinohradská ul. Praha - vchod

Narodila se 28. června 1925 v Praze. V publikaci 99 významných uměleckých osobností rozhlasu je uveden datum narození 26. říjen 1925. Maturovala roku 1945 na Drtinově gymnáziu v Praze. Po ukončení Vysoké škole politické v Praze v oboru novinář (1945-1949), kde získala titul PhDr. nastoupila do Československého rozhlasu. Zde pracovala až do odchodu do důchodu. Začínala ve zpravodajské směně, kde připravovala zprávy pro hlasatele. V redakci Zrcadla kultury pokračovala na pozici redaktorky a recenzentky. Recenze z umění a literatury pak psala po zbytek své kariéry. V roce 1964 vydala knihu s názvem Galerie, která je průvodcem po 48 českých galeriích a jejich sbírkách. Od roku 1960 pracovala v literární redakci, kde během své pětadvacetileté kariéry připravila autorsky nebo redaktorsky stovky pořadů. Zajímala se zejména o současnou a klasickou českou prózu. Věnovala se oblasti literárních pásem a četbám na pokračování. Jako překladatelka z francouzštiny a italštiny uplatňovala své překlady i v rozhlasových pořadech (M. Maeterlinck: Modrý pták, A. Lanocita: Sophia Loren). Spolupracovala s kulturní rubrikou deníku Práce pod šifrou dh a později psala fejetony pro Literární noviny. Externě přednášela o literatuře v rozhlase na Fakultě žurnalistiky Univerzity Karlovy. Zemřela 31. května 1998 v Praze.

## Dílo
- Podzim v pražských výstavních síních: Katalog. Praha: Práce 1959.
- MAETERLINCK, Maurice. Modrý pták: hra o dvanácti obrazech. Překlad Dagmar Hubená. V Praze: Dilia, 1962. 115 l.
- HUBENÁ, Dagmar. Galerie. První vydání. Praha: Orbis, 1964. 198 stran, 14 nečíslovaných složených listů obrazových příloh. Kultura kolem nás.
- Den v Československu. Sborník. Praha: NPL 1964. 234 s.
- Otto Gutfreund v Belvedéru. Praha, Práce 1965.
- MINÁČ, Vladimír. Jako voda z hor: výbor z povídek. Překlad EIS, Zdeněk, HAJČÍK, Gustav, HUBENÁ, Dagmar. 1. vyd. v SNDK. Praha: Státní nakladatelství dětské knihy, 1966. 146 s., [24] s.
- Vyznavač Máchova díla. Praha, Práce 1967.
- Andělé pana Rady. Praha, Práce 1968. s.6.
- HUBENÁ, Dagmar: Sůra: Autorský katalog. italsky. Florencie, Galleria La Soffitta 1970. 12 s.
- LANOCITA, Arturo. Sofie Lorenová. Překlad HUBENÁ, Dagmar. Praha, Orbis. 1970. 1. vyd. 85 s.
- Čapek, Karel. Měl jsem psa a kočku [zvukový záznam]. Úprava Dagmar Hubená. S.l.: Český rozhlas Praha, ℗1998. 1 MC. Vltava.
- ČAPEK, Karel. Měl jsem psa a kočku [zvukový záznam]. Úprava Dagmar Hubená. Praha: Radioservis, 2009. 1 CD
- Symfonie s úderem kotlů [zvukový záznam]. [Praha]: Radioservis, [2016], ©2016. 1 CD audio
- KLOSTERMANN, Karel. Ze světa lesních samot [zvukový záznam]. HUBENÁ, Dagmar. [Praha]: Radioservis, [2018], ©2018. 1 audiodisk

### Pořady v Československém a Českém rozhlase - výběr
- Schůzky s literaturou
- Stránky na dobrou noc
- cyklus Krajina mého srdce ( 1968)
- Skleník (1976)
- Sága rodu Forsythů (1979)
- Marie a zahradník (1980)
- Ze světa lesních samot (1983)
- Maryla (1968)
- Zločin pátera Amara (1989)
- Vyvolený (1991)
- Paměti Bianky Capellové (1995)